# رضوان يلماز
رضوان يلماز (من مواليد 21 مايو 2001) هو لاعب كرة قدم تركي محترف يلعب كظهير أيسر لنادي رينجرز
والمنتخب الوطني التركي.

## مسيرته الكروية
قضي يلماز 10 سنوات من حياته في أكاديمية بشيكتاش.  ظهر يلماز لأول مرة مع فريق بشيكتاش كبديل متأخر في فوز فريقة بنتيجة 7-2 علي تشايكور ريزه سبور في 8 أبريل 2019. 

## مسيرته الدولية
تم استدعاء يلماز إلى تشكيلة تركيا التمهيدية ليورو 2020.  ظهر لأول مرة في 27 مايو 2021 في مباراة ودية ضد أذربيجان. 

## الإنجازات

### الأندية
بشكتاش

- الدوري التركي الممتاز : 2020–21
- كأس تركيا : 2020–21

## روابط خارجية
- رضوان يلماز  على سكروي